# 女房名
女房名（にょうぼうな）は、主に平安時代から鎌倉時代にかけて、貴人に出仕する女房が仕える主人や同輩への便宜のために名乗った通称、またその形式。
当時は女子の諱を公にすることは忌避されていた。宮中での歌合の記録などにも女性の実名が記されることはなく、系図の上にすら実名を垣間見ることは稀だった。そのため、和歌や文学の世界における活躍が広く知られた女房でも、その実名は判明していないという例がほとんどである。
女房名は、父・兄弟・夫など、本人の帰属する家を代表する者の官職名を用いることが多い。すなわち、紫式部の「式部」（父藤原為時が式部大丞だった）、清少納言の「少納言」（兄弟に少納言となった者がいたという）、伊勢（父が伊勢守）、相模（夫が相模守）などがこれに当たる。ただしこれのみでは同名の者が多出して不便なため、その者の特性を端的に表す字を冠することで区別をした。清少納言の「清」は清原氏の出自であることを示す。紫式部も当初は同じように藤原氏の「藤」を冠して「藤式部」（とうしきぶ）と呼ばれていたが、やがてその著作『源氏物語』が有名になると登場人物の紫の上にちなんで「紫」を冠すようになったという経緯がある。また和泉式部のように夫の官職（和泉守）と父の官職（式部大丞）を合わせた例や、大弐三位のように夫の官職（大宰大弐）と本人の位階（従三位）を合わせた例もある。小式部内侍は母の和泉式部と同時期に一条天皇の中宮・藤原彰子に出仕していたため、母式部と区別するために「小」を冠して小式部と呼ばれるようになったとみられる。
それでも時代が下ると、歌人や物語作者として後代にまで名を残した女房の女房名が、異なる時代に同じ女房名を使った別人とまぎらわしくなることが多くなった。そこでこれを避けるため、女房名に主人の名や主人の家名を冠することが院政期の頃から始まり、これが以後の主流となっていった。祐子内親王家紀伊、六条斎院宣旨、待賢門院堀河、二条院讃岐、皇嘉門院別当、殷富門院大輔、宜秋門院丹後、後鳥羽院下野、後深草院少将内侍、藻璧門院少将、後堀河院民部卿典侍など、その例には枚挙に暇がない。